# Ferenbalm
Ferenbalm (em francês: Les Baumettes) é uma comuna da Suíça, situada no distrito administrativo de Berna-Mittelland, no cantão de Berna. Tem 9,2 km² de área e sua população em 2018 foi estimada em 1.260 habitantes.